# Угорщина на Паралімпійських іграх
Дебют команди Угорщини на Паралімпійських іграх відбувся у 1972 році, на літній Паралімпіаді в Гейдельберзі, Німеччина . Четверо угорських паралімпійців брали участь в бігових видах легкої атлетики . Наступного разу Угорщина з'явилася тільки на Літній Паралімпіаді 1984 . На зимових Паралімпійських іграх Угорщина вперше брала участь у Солт-Лейк-Сіті у 2002 році .

## Медалі

### Літні паралімпійські ігри
| Літні Паралімпійські ігри                            | Золото | Срібло | Бронза | Загалом | Ранг |
| 1972 Гейдельберг, Німеччина                          | 0      | 0      | 1      | 1       | 30   |
| 1984 Сток-Мандевіль, Велика Британія і Нью-Йорк, США | 12     | 12     | 4      | 28      | 18   |
| 1988 Сеул, Південна Корея                            | 0      | 4      | 8      | 12      | 40   |
| 1992 Барселона, Іспанія                              | 4      | 3      | 4      | 11      | 25   |
| 1996 Атланта, Джорджія, США                          | 5      | 2      | 3      | 10      | 29   |
| 2000 Сідней, Австралія                               | 4      | 5      | 14     | 23      | 32   |
| 2004 Афіни, Греція                                   | 1      | 8      | 10     | 19      | 46   |
| 2008 Пекін, Китай                                    | 1      | 0      | 5      | 6       | 49   |
| 2012 Лондон, Велика Британія                         | 2      | 6      | 6      | 14      | 38   |
| 2016 Ріо-де-Жанейро, Бразилія                        | 1      | 8      | 9      | 18      | 47   |
| Всього                                               | 30     | 48     | 63     | 141     |      |

### Зимові паралімпійські ігри
| Зимові Паралімпійські ігри    | Золото | Срібло | Бронза | Загалом | Ранг |
| 2002 Солт-Лейк-Сіті, США      | 0      | 0      | 0      | 0       | -    |
| 2006 Турин, Італія            | 0      | 0      | 0      | 0       | -    |
| 2010 Ванкувер, Канада         | 0      | 0      | 0      | 0       | -    |
| 2018 Пхенчхан, Південна Корея | 0      | 0      | 0      | 0       | -    |